# Bathykermadeca hadalis
Bathykermadeca hadalis är en ringmaskart som först beskrevs av Kirkegaard 1956.  Bathykermadeca hadalis ingår i släktet Bathykermadeca och familjen Polynoidae.
Artens utbredningsområde är havet kring Nya Zeeland. Inga underarter finns listade i Catalogue of Life.